# الاكمة (المدبغة)

تعديل مصدري - تعديل

الاكمة محلة تابعة لقرية المدبغة، التابعة لعزلة وادي ضباء بمديرية ذي السفال إحدى مديريات محافظة إب في الجمهورية اليمنية، بلغ تعداد سكانها 856 حسب تعداد اليمن لعام 2004.